# Phanérophyte
Les Phanérophytes (du grec ancien φανερός, phanerós : apparent ; φυτόν phuton : plante) font probablement partie des premières plantes vivaces apparues sur Terre.
Dans le système de classification des plantes du botaniste danois Christen Christiansen Raunkiær, ces plantes possèdent des bourgeons dormants aériens à plus de 50 cm de la surface du sol. Ces plantes affrontent l'hiver en exposant à ses rigueurs des tiges porteuses de bourgeons (ex. : le pin, le chêne, l'abricotier, le noisetier).
Les phanérophytes ne subissent pas de modifications morphologiques mais des modifications qualitatives et écophysiologiques. Elles conservent leurs formations principales tout au long de l'année, telles que le houppier mais peuvent perdent leurs feuillages l'hiver, par exemple.[pas clair].

## Classement
Deux manières de classer les phanérophytes coexistent : 
Raunkiær distingue dans un premier temps ces végétaux en fonction de la taille de leurs tiges : 
- les macrophanérophytes : leurs tiges ligneuses dépassent 8 m de hauteur ;
- les mésophanérophytes : leurs tiges ligneuses sont comprises entre 2 et 8 m de hauteur ;
- les microphanérophytes : leurs tiges ligneuses sont comprises entre 0,5 et 2 m de hauteur ;
- les nanophanérophytes : leurs tiges ligneuses ne dépassent pas 0,5 m de hauteur[3].

Mais les phanérophytes peuvent également être classées en fonction de leurs caractéristiques morphologiques : 
- bourgeons, écailleux ou non ;
- feuilles, persistantes ou caduques.